# Liz McColgan
Elizabeth « Liz » McColgan, née Lynch le 24 mars 1964 à Dundee, est une ancienne athlète britannique.
Elle a été sacrée championne du monde en 1991 sur 10 000 m neuf mois après la naissance de sa fille Eilish McColgan, 10e du 3 000 m steeple des Championnats du monde 2013. Elle a aussi été aux jeux du Commonwealth en 1986 et remporté l'argent aux Jeux olympiques d'été de 1988 à Séoul.
En 1996, elle remporta le marathon de Londres.

## Palmarès

### Jeux olympiques d'été
- Jeux olympiques d'été de 1988 à Séoul ( Corée du Sud)
  -  Médaille d'argent sur 10 000 m
- Jeux olympiques d'été de 1992 à Barcelone ( Espagne)
  - 5e sur 10 000 m

### Championnats du monde d'athlétisme
- 1991 à Tokyo ( Japon)
  -  Médaille d'or sur 10 000 m
- 1995 à Göteborg ( Suède)
  - 6e sur 10 000 m

### Jeux du Commonwealth
- 1986 à Édimbourg ( Écosse)
  -  Médaille d'or sur 10 000 m
- 1990 à Auckland ( Nouvelle-Zélande)
  -  Médaille de bronze sur 3 000 m
  -  Médaille d'or sur 10 000 m

### Championnats d'Europe d'athlétisme
- 1986 à Munich ( Allemagne de l'Ouest)
  - 7e sur 10 000 m

### Marathons
- Marathon de New York
  - Vainqueur en 1991
- Marathon de Londres
  - Vainqueur en 1996
  - Participation en tant que célébrité en 2007. Elle termine en 2 heures 50 minutes 38 secondes à la 400e place au classement général et 25e au classement féminin.
- Marathon de Tokyo
  - Vainqueur en 1992